# Przylep (województwo zachodniopomorskie)
Przylep (do 1945 niem. Prilipp) – osada w Polsce położona w województwie zachodniopomorskim, w powiecie polickim, w gminie Kołbaskowo.
W latach 1975–1998 miejscowość położona była w województwie szczecińskim.
Od 1 września 2020 w Przylepie działa szkoła podstawowa.

## Transport
Przylep połączony jest ze Szczecinem miejską linią autobusową.

## Zabytki
- park dworski, pozostałość po dworze[4].